# Gerhard Wagner (admirál)
Gerhard Wagner (23. listopadu 1898 Schwerin – 26. června 1987 Altenkirchen) byl německý kontradmirál.
4. května 1945 podepsal kapitulaci německých vojsk. Později zastával funkci zástupce přednosty námořního oddělení západoněmeckého ministerstva obrany. 15. června 1944 získal Německý zlatý kříž.

## Vyznamenání
- velkokříž Řádu prince Jindřicha – Portugalsko, 9. března 1961[1]